# 五現涅槃
三界凡夫將所修證的欲界、色界總共五種非解脫境界，誤計為 涅槃境界。出自法相宗著述和《大佛頂首楞嚴經》。
大佛頂首楞嚴經卷十：「又三摩中諸善男子，堅凝正心魔不得便，窮生類本觀彼幽清常擾動元，於後後有生計度者，是人墜入五涅槃論。或以欲界為正轉依，觀見圓明生愛慕故；或以初禪性無憂故；或以二禪心無苦故；或以三禪極悅隨故；或以四禪苦樂二亡，不受輪迴生滅性故。迷有漏天作無為解，五處安隱為勝淨依，如是循環五處究竟。由此計度五現涅槃，墮落外道惑菩提性，是則名為第十外道，立五陰中五現涅槃心顛倒論。」
1. ↑  窺基. .